# Astrochele
Genre
Astrochele est un genre d'ophiures (échinodermes) de la famille des Gorgonocephalidae.

## Liste des espèces
Selon World Register of Marine Species (18 janvier 2016) :
- Astrochele laevis H.L. Clark, 1911 -- Pacifique nord
- Astrochele lymani Verrill, 1878 -- Atlantique nord-ouest
- Astrochele pacifica Mortensen, 1933 -- Pacifique

Astrochele pacifica